# Żabin Graniczny
Żabin Graniczny – osada w Polsce położona w województwie warmińsko-mazurskim, w powiecie gołdapskim, w gminie Banie Mazurskie, w sołectwie Żabin. Wieś ta znajduje się w odległości 200 m od granicy z Rosją (obwodem królewieckim).
W latach 1975–1998 miejscowość administracyjnie należała do województwa suwalskiego.